# Institut d'Aqüicultura Torre de la Sal
L'Institut d'Aqüicultura Torre de la Sal (IATS) és un institut propi de recerca pertanyent al Consell Superior de Recerques Científiques (CSIC), dedicat íntegrament a l'estudi de l'aqüicultura marina des de fa més de 50 anys. Les línies de recerca del centre abasten la Dinàmica de poblacions i sistemes; Reproducció i millora genètica; Nutrició i creixement; Larvicultura i ecotoxicologia; Patologia d'espècies conreades; Transgénesis i Proteòmica i genòmica. L'IATS està situat a les portes del Parc Natural del Prat de Cabanes-Torreblanca, a la província de Castelló. De fet, el centre d'interpretació del Parc es troba annex a les intal·lacions de l'IATS.
La inauguració oficial de l'actual institut va ser l'any 1979, en finalitzar les obres que es van iniciar en 1976. Els seus orígens es remunten a 1949 en el Grau de Castelló, amb investigacions sobre les pesqueres de la zona i inicis del cultiu del llagostí al centre fundat per Buenaventura Andreu, Julio Rodríguez Roda i Manuel Gómez Larrañeta. En 1957, aquest laboratori va passar a formar part de l'Institut de Recerques Pesqueres, la seu central de les quals estava a Barcelona. En 1978, els quatre centres dependents de Barcelona (Blanes, Cadis, Castelló i Vigo) passen a ser Instituts independents.
En 1996 l'IATS va iniciar un profund procés de remodelació i ampliació conduent a l'adaptació de les seues infraestructures a les noves necessitats del sector de l'aqüicultura i a la modernització de les investigacions científiques.
L'any 2022 es van celebrar el 50 aniversari dels acords de col·laboració entre la Diputació de Castelló i l'Institut d'Aqüicultura Torre de la Sal. L'acte va ser presidit pel llavors president de la Diputació de Castelló, José Martí, i es va celebrar al Saló de Recepcions de la Diputació. Tanmateix, amb motiu de l'esdeveniment, va tindre lloc una exposició sobre els més de 50 anys d'història de l'institut d'investigació a la província de Castelló a Les Aules-Espai Cultural Obert.

## Departaments
Els Equips de Recerca de l'IATS estan enquadrats en dos Departaments de Recerca que compten amb el suport de diferents Serveis per a l'adequat desenvolupament de la seua labor investigadora:
- Departament de Fisiologia de Peixos i Biotecnologia
- Departament de Biologia, Cultiu i Patologia d'Espècies Marines

## Directores i director
- José María San Feliu Lozano (1970-1979; 1979-1983)
- Manuel Carrillo Estévez (1983-1990)
- Pilar Álvarez Pellitero (1990-1994)
- Francisco Amat Domènech (1994-2000)
- Jaume Pérez Sánchez (2000-2011)
- Juan Carlos Navarro Tárrega (2011-2015)
- José Miguel Cerdá Reverter (2015-2019)
- Ariadna Sitjà Bobadilla (2019-actual.)